# Semi-marathon d'Aix-en-Provence
Le semi-marathon d'Aix-en-Provence est une épreuve sportive organisée chaque année depuis 2009. Il est associé à une autre épreuve, courue le même jour, « l'Aixoise », d'une distance de 7 kilomètres. La première édition a rassemblé 1 169 participants pour le semi-marathon et 271 pour l'Aixoise. 
L'édition 2010 a lieu le 30 mai 2010. Le départ se fait du cours Mirabeau et l'arrivée se situe au parc Jourdan. Les candidats courent le long des routes de la montagne Sainte-Victoire.
Le 15 mai 2011, l'édition regroupe deux courses : un semi marathon, course mixte de 21 km et 100 m, et l’« Aixoise », réservée aux femmes et longue de 7 km.